# 古山子，大東輿地圖
《古山子，大東輿地圖》（韓語：고산자, 대동여지도）是2016年9月7日上映的一部韓國古裝片，講述韓國歷史上最偉大的地圖學家「金正浩」以及他畢生的傑作「大東輿地圖」誕生的故事。

## 演員

### 主要演員
- 車勝元 飾演 金正浩，號古山子，李氏朝鮮的地理學家。
  - 朴民尚 饰演 幼年时期的金正浩
- 劉俊相 飾演 興宣大院君，朝鮮的宗室，政治家。是朝鮮王朝26代王高宗的生父。

### 其他演員
- 金吝勸 飾演 巴宇
- 南志鉉 飾演 順實
- 申東美 飾演 驪州婶
- 南慶邑 飾演 金佐根
- 孔炯軫 飾演 信遠
- 太仁鎬 飾演 金成一
- 金鍾洙 飾演 金炳鶴
- 成智婁 飾演 目擊者
- 金律豪 飾演 禁衛軍3
- 李錫俊 飾演 金正浩的父亲
- 朴基龙 饰演 金万秀
- 李泰劍 飾演 金閔載
- 李明浩 饰演 洪庆来
- 吴熙俊 饰演 分餐负责人
- 李錫九 饰演 尚膳內官
- 池贤俊 饰演 从事官
- 河道權 饰演 高利贷男子
- 金宰哲 饰演 骊州官衙处刑场围观群众
- 成道贤 饰演 骊州酒馆包袱商
- 車清華 饰演 金正浩家院内的妇女
- 郑亨锡 饰演 船员
- 秋延珪 饰演 土寺县支援军
- 姜信久 饰演 包袱商
- 車建優 饰演 光华门围观的贵族
- 孫成燦 飾演 使道
- 琴广山 饰演 御驾行列禁军大将
- 韩圭元 饰演 天主教集会的壮丁
- 严志满 饰演 备边司武官
- 金瑞慶 飾演 漁夫1

## 奖项
- 2017年：第37届黄金摄影奖—最佳照明

## 外部連結
- NAVER上《古山子，大東輿地圖》的資料
- 韩国电影数据库（KMDb）上《古山子，大東輿地圖》的資料
- 互联网电影数据库（IMDb）上《古山子，大東輿地圖》的资料（英文）
- 豆瓣电影上《古山子，大東輿地圖》的資料 （简体中文）
- Box Office Mojo上《古山子，大東輿地圖》的資料（英文）
- 爛番茄上《古山子，大東輿地圖》的資料（英文）